# Arrondissement Millau
Millau is een arrondissement van het Franse departement Aveyron in de regio Occitanie. De onderprefectuur is Millau.

## Kantons
Het arrondissement was tot 2014 samengesteld uit de volgende kantons:
- Kanton Belmont-sur-Rance
- Kanton Camarès
- Kanton Campagnac
- Kanton Cornus
- Kanton Millau-Est
- Kanton Millau-Ouest
- Kanton Nant
- Kanton Peyreleau
- Kanton Saint-Affrique
- Kanton Saint-Beauzély
- Kanton Saint-Rome-de-Tarn
- Kanton Saint-Sernin-sur-Rance
- Kanton Salles-Curan
- Kanton Sévérac-le-Château
- Kanton Vézins-de-Lévézou

Na de herindeling van de kantons bij decreet van 21 februari 2014 , met uitwerking op 22 maart 2015, omvat het volgende kantons :
- Kanton Causse-Comtal  (deel: 1/7)
- Kanton Causses-Rougiers
- Kanton Millau-1
- Kanton Millau-2
- Kanton Monts du Réquistanais  (deel: 10/14)
- Kanton Nord-Lévezou  (deel: 1/4)
- Kanton Raspes et Lévezou
- Kanton Saint-Affrique
- Kanton Tarn et Causses